# Вефа (стадион)
Стадион Вефа (тур. Vefa Stadyumu) — футбольный стадион, расположенный в Карагюмрюке, квартале района Фатих, в Стамбуле (Турция). Вместимость стадиона составляет 12 500 зрителей. Он служит домашней ареной для футбольных клубов «Вефа» и «Фатих Карагюмрюк». Кроме того, на арене проводятся матчи плей-офф турецких низших лиг, игры по американскому футболу и праздничные церемонии.

## История
Стадион Карагюмрюк впервые использовался в качестве футбольного поля в 1926 году, находясь на месте бывшего византийского водохранилища, известного как Чукурбостан, располагавшийся в одноимённом квартале района Фатих. Стадион был построен в цистерне Аэция, на проспекте Февзи-паши (тур. Fevzi Paşa Caddesi) в направлении квартала Эдирнекапы в районе Фатих. Цистерна была построена в 420 году по указанию преторианского префекта Аэция во время правления императора Феодосия II (правившего с 408 по 450 год). Цистерна имела длину и ширину в 244 и 84 метра соответственно, а также 15 метров в глубину, в окружении 15 метровой высокой стены. Из-за археологической значимости стены цистерны были защищены в первоначальном проекте стадиона.
Строительные работы в Чукурбостане начались в 1926 году. В 1945 году, когда возведение стадиона было завершено, права арендатора были переданы Хасану Али Юджелю, выпускнику Вефского лицея и бывшему министру национального образования Турции. Спортивный комплекс был передан спортивному клубу «Вефа» и переименован в честь него.

### Реконструкция
Реконструкция стадиона началась в 2007 году, её стоимость составила 30 миллионов турецких лир. Он был оборудован 11 722 сидениями и VIP-ложей в 66 м². Проект включал в себя также помещения для занятий баскетболом, настольным теннисом и боевыми искусствами.